# Type 95 Black Medal
Il  Type 95  (o anche Scout Type 95) è stato un fuoristrada giapponese progettato nella seconda metà degli anni trenta. Unico nella sua categoria a non essere basato su modelli americani, fu d'ideazione interamente nipponica. Era fabbricato da Tōkyū Kurogane Industries, nome spesso abbreviato semplicemente come Kurogane (che può essere tradotto approssimativamente come Black Medal o meglio Black Metal). Venne soprannominato dai soldati imperiali col nome di Daruma, ovvero Bodhidharma, celebre monaco buddista, ma era chiamato anche Yonki, che significa "buona macchina".

## Storia

### Sviluppo
Le sue origini risalgono a dopo l'incidente di Mukden, quando nel 1932 la ditta Nihon Nainenki (ex Kurogane) ricevette dall'esercito le direttive per un mezzo a 4 ruote adatto ad impieghi sul campo. Nel 1935 il prototipo disegnato da Tetsushi Makita, persona già nota nell'ambiente dell'industria leggera, fu accettato e dall'anno successivo iniziò la produzione della nuova automobile Type 95 "Kurogane".

### Produzione e impiego operativo
In totale furono prodotti 4.755 esemplari, in entrambe le versioni con carrozzeria aperta oppure furgonata. Disarmata e sprovvista di corazze, fu utilizzata per lo più in Giappone o sul continente come auto di comando e ricognizione.

## Caratteristiche
Il veicolo era a trazione integrale 4 x 4 e pesava circa 1000 chili, la struttura era ottenuta mediante fogli d'acciaio stampati, esclusi i paraurti realizzati mediante tubi dello stesso materiale. Poiché avrebbe dovuto operare in condizioni davvero difficili, specie in Manciuria e Cina settentrionale caratterizzate da terreni accidentati e poveri di strade, ebbe larghi pneumatici con un pesante battistrada e sospensioni indipendenti a doppia forcella anteriori, dotate di giunti cruciformi; le sospensioni dell'assale posteriore erano rigide e con mezze molle longitudinali. Il guidatore seduto a destra pilotava tramite uno sterzo circolare; alla sua sinistra e dietro erano disponibili altri due posti: nel retro si trovava inoltre una scatola degli attrezzi.
Il motore era stato ricavato da quello di una motocicletta e dislocava 1399 cm³ (rapporto di compressione 5:1), erogava 33 CV, era raffreddato ad aria e aveva 2 cilindri con testa smontabile; l'accensione avveniva mediante un magnete e una batteria da 12 volt, posta dietro e a sinistra del guidatore, oppure con una manovella. Disponeva di un serbatoio da 35 litri con un consumo medio di quattro litri l'ora che consentiva quasi 9 ore di viaggio a velocità di crociera, aumentate di una grazie ai 4 litri della riserva. L'iniezione del carburante doveva essere regolata. La scelta di questo propulsore non era stata casuale: infatti non sarebbe stato facile trovare acqua nelle zone mancesi, tra l'altro soggette anche a basse temperature, ed era inoltre di semplice manutenzione.